# 博伊茲 (聖基茨和尼維斯)
博伊茲（Boyds）是加勒比海島國聖基茨和尼維斯聖基茨島特里尼蒂帕梅托角区的一個城鎮，也是該區的最大城鎮，位於該島東南海岸，2012年人口709人，為該國第十六大聚居地。